# Władimir Kudriajew
Władimir Gieorgijewicz Kudriajew (ros. Владимир Георгиевич Кудряев, ur. 3 czerwca 1899 w Rohaczowie, zm. 25 marca 1963) – radziecki działacz partyjny, członek Biura Politycznego KC Komunistycznej Partii (bolszewików) Białorusi (1947), I zastępca przewodniczącego Rady Ministrów Białoruskiej SRR (1950-1952).

## Życiorys
1920-1921 kierownik zakładu leśnego w rodzinnym mieście, w 1925 wstąpił do WKP(b). Od 1925 przewodniczący okręgowej rady związku pracowników przemysłu spożywczego w Bobrujsku, później sekretarz odpowiedzialny okręgowej rady związków zawodowych w Bobrujsku, sekretarz odpowiedzialny Głównego Zarządu Białoruskiego Republikańskiego Związku Chemików i członek Kolegium Ludowego Komisariatu Zaopatrzenia Białoruskiej SRR. 1933-1936 szef wydziału politycznego sowchozu, następnie instruktor i I sekretarz rejonowego komitetu KP(b)B w Paryczach, 1938-1940 zastępca kierownika wydziału organizacyjno-instruktorskiego KC KP(b)B, równocześnie II sekretarz Komitetu Obwodowego KP(b)B w Mińsku. Od 20 maja 1940 do 15 lutego 1949 zastępca członka KC KP(b)B, od 1940 do stycznia 1940 I sekretarz Polskiego Obwodowego Komitetu KP(b)B, od stycznia 1941 do 20 lipca 1944 I sekretarz Komitetu Obwodowego KP(b)B w Białymstoku, 1941-1942 III sekretarz, a 1942-1943 II sekretarz Czkałowskiego Obwodowego Komitetu KP(b)B. Od 20 lipca 1944 do lipca 1950 I sekretarz Komitetu Obwodowego KP(b)B w Witebsku, od 16 lutego do 6 czerwca 1947 członek Biura Politycznego KC KP(b)B, od 18 lutego 1949 do 17 lutego 1960 członek KC KP(b)B/KPB. Od lipca 1950 do 1952 I zastępca przewodniczącego rady Ministrów Białoruskiej SRR, 1952-1956 zastępca przewodniczącego Rady Ministrów Białoruskiej SRR, 1956-1958 minister produktów zbożowych Białoruskiej SRR. Odznaczony Orderem Lenina (1 stycznia 1944).